# Gardens of Imagination
Gardens of Imagination (en français, « jardins de l'imagination ») est un pays (land) exclusif au parc à thèmes Shanghai Disneyland.
Située entre Mickey Avenue et l’Enchanted Storybook Castle, ses limites sont celles de la zone dite hub occupant le centre de chaque Royaume Enchanté, devant le château.

## Description

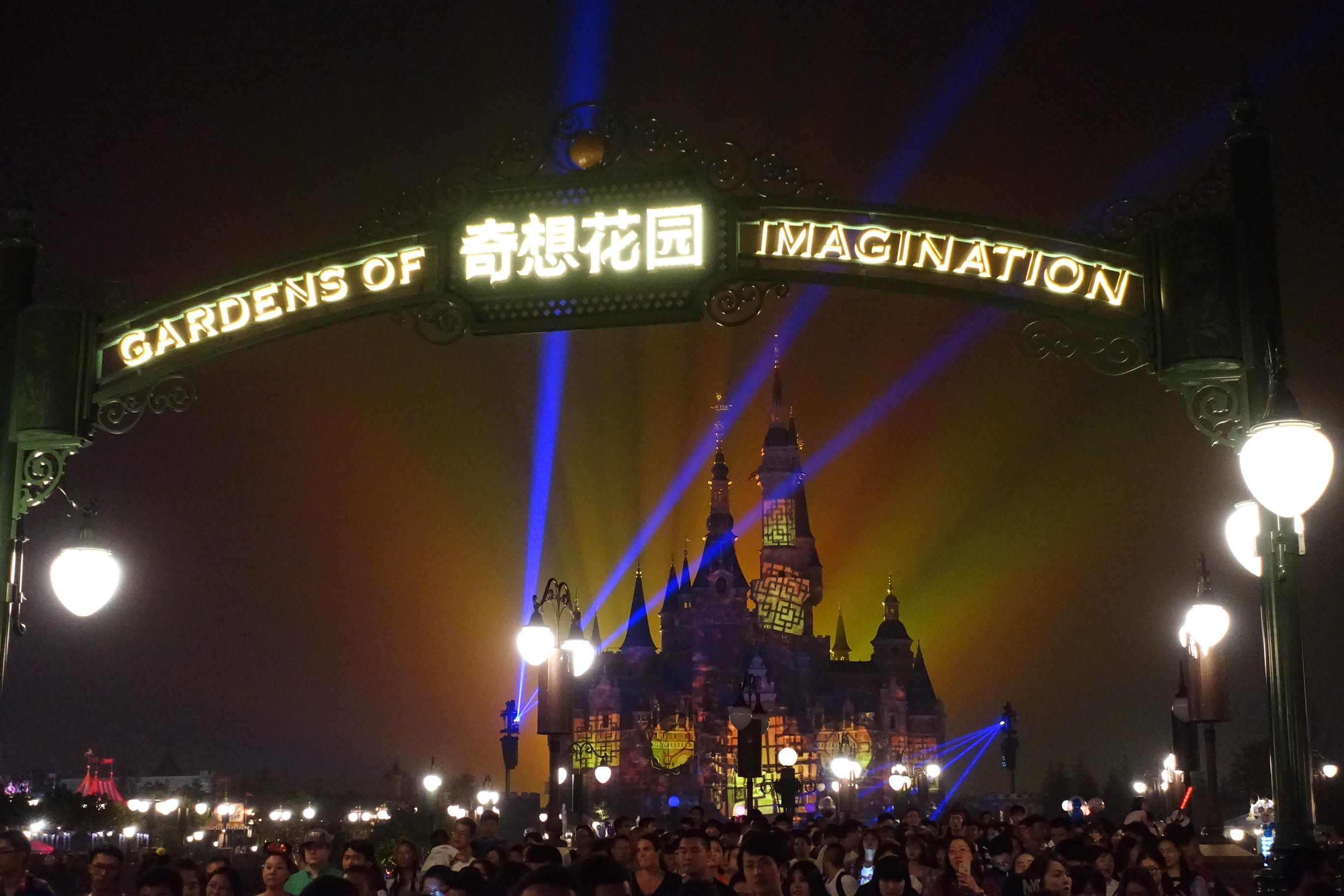
L'entrée du land, de nuit.

Cette zone exclusive au parc de Shanghai est axée sur la nature et l'amitié. Elle comporte 7 petits jardins : Garden of the Twelve Friends, Melody Garden, Romance Garden, Woodland Garden, Garden of the Magic Feather, Fantasia Garden et Storybook Castle Garden. Cette organisation répond à l'appréciation des Chinois pour les jardins.
Les jardins de l'imagination disposent également d'une terrasse aménagée spécialement pour que les visiteurs puissent s'asseoir pour regarder le spectacle nocturne. Elle fait face à une scène située directement devant le château, qui va accueillir le spectacle Golden Fairytale Fanfare.

### Commerces et restaurants

#### Boutiques
- Casey Jr. Trinket Train
- Marvel Mementos
- Scuttle's Shiny Things

#### Restaurants
- Picnic Basket
- Timothy's Treats
- Wandering Moon Teahouse

### Attractions
- Garden of the Twelve Friends (« jardin des 12 amis »), un jardin comportant chacun des 12 animaux du zodiaque chinois sous la forme de personnages Disney et Pixar :
  - le Rat : Rémy, de Ratatouille
  - le Buffle : Bébé Blue, de Paul Bunyan ;
  - le Tigre : Tigrou, de Winnie l'ourson ;
  - le Lapin : Panpan, de Bambi ;
  - le Dragon : Mushu, de Mulan ;
  - le Serpent : Kaa, du film Le Livre de la jungle ;
  - le Cheval : Maximus, de Raiponce ;
  - le Mouton : les agneaux de la chanson Jolly Holiday, dans Mary Poppins ;
  - le Singe : Abu, d'Aladdin ;
  - le Coq : Alan-a-Dale, de Robin des Bois ;
  - le Chien : Pluto ;
  - le Porc : Bayonne, de Toy Story.
- Dumbo the Flying Elephant, située dans le jardin Garden of the Magic Feather (« jardin de la plume magique », référence à la plume qui permet à Dumbo de s'envoler pour la première fois).
- Fantasia Carousel, situé dans le jardin Fantasia Garden.
- Marvel Universe, attraction sur le thème des super-héros Marvel où sont exposés des costumes et des armes, et où l'on pourra rencontrer certains de ces super-héros.
- Meet Mickey at the Gardens of Imagination

### Parade et spectacles

#### Parade
- Mickey’s Storybook Express

#### Spectacles
- Golden Fairytale Fanfare
- Ignite the Dream – A Nighttime Spectacular of Magic and Light